# Niella Belbo
Niella Belbo (piemontiul: La Niela an Belb) település Olaszországban, Piemont régióban, Cuneo megyében. Lakosainak száma 326 fő (2023. január 1.). Niella Belbo Bossolasco, Feisoglio, Gorzegno, Mombarcaro és San Benedetto Belbo községekkel határos.

## Népesség
A település lakossága az elmúlt években az alábbi módon változott:
| Lakosok száma | 372  | 370  | 326  |
|               | 2017 | 2018 | 2023 |